# 鉄道の最高速度
鉄道の最高速度（てつどうのさいこうそくど）では鉄道における最高速度を解説する。

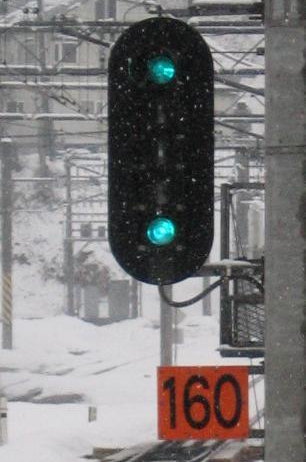
日本の在来線最高速の160 km/h 制限（GG）を示す信号（北越急行）

ここでは日本の鉄道において、監督省庁の認可および設備・車両設計上の環境の下で、鉄道車両などが出すことのできる最高の速度について説明する。
鉄道においては列車を高速で走行させることよりも、列車を安全に停止させることの方が技術的に困難である。日本では鉄道運転規則によって、列車に非常ブレーキがかかってから600 m 以内に停止させる必要があった（600メートル条項）ため、営業最高速度はこれによって制限されていた。また、新幹線における200 km/h を超える最高速度は、新幹線鉄道における列車運行の安全を妨げる行為の処罰に関する特例法によって必要な措置を講じたうえで600 m 条項の例外とすることで実現したものである。在来線、第三セクター鉄道線、私鉄線においても、高架橋上、トンネル内、踏切がないなど、線区の事情に応じ、特認により最高速度を引き上げた例が見られる。
鉄道運転規則は2002年に廃止されたが、現在この関係条文は鉄道に関する技術上の基準を定める省令第106条の解釈基準において、非常ブレーキによる制動距離は600 m 以下を標準としているものの、防護無線など迅速な列車防護の方法による場合は、その方法に応じた制動距離とすることができるとしている。
ただし、線区の最高速度を引き上げるためには、走行する車両の性能向上ばかりでなく、道床と軌道の強化や、曲線におけるカントの扛上、速度制限のある分岐器の交換などの改良工事、信号システムの変更など、設備への投資が不可欠となる。近年では、その費用を鉄道事業者ではなく沿線の自治体などが第三セクターを設立して負担し、高速化を行う事例もしばしば見られる。
また、鉄道利用客が重視するのは最高速度よりもむしろ表定速度（距離 ÷ トータル所要時間）であり、所要時間短縮のためには、瞬間的な最高速度を上げるよりも全体的な速度向上の方が効果的である場合も多い。具体的には上述の設備投資のほか、車両面でも、線形の劣る路線が多い日本では、曲線通過速度を引き上げるため車体傾斜式車両や、最高速度を維持して走る定速運転が可能な車両を導入するなどの手段が講じられる。

## 営業最高速度
実際の営業運転において定められている最高速度である。後述の設計最高速度が営業最高速度よりも高い場合であっても、回送列車を含め営業列車では営業最高速度以下の速度で走行しなければならない。

### 線区（路線）最高速度
- 全国新幹線鉄道整備法にて定義される新幹線については以下のとおり。
  - 2024年現在、東北新幹線320 km/h、山陽新幹線300 km/h、東海道新幹線285 km/h、上越新幹線275 km/h、  北陸新幹線と九州新幹線、北海道新幹線、西九州新幹線が260 km/hとなっている。新幹線における最高速度や制限速度は自動列車制御装置によって制御される。
  - 山形新幹線、秋田新幹線には踏切もあり、法的には新幹線ではなく、新幹線乗入区間以外（在来線改軌区間）での最高速度は130 km/h である。
  - 東北新幹線のうち大宮駅以南のルートでは曲線半径600 mから2,000 mの急カーブが連続し、線形上の制約により最高速度は110 km/hとされた。同区間（特に埼京線との並走区間）は2021年3月13日ダイヤ改正で130 km/hに引き上げられた。東海道新幹線にも品川 ～ 新横浜間の多摩川橋梁から武蔵小杉駅（横須賀線ホーム横を通過）にかけて曲線半径600 mの急カーブ存在するため、110 km/hに制限される。
  - 東海道・山陽新幹線の主力であった700系は、東海道区間270 km/h、山陽区間は騒音基準をクリアできないため300 km/h とはならず285 km/ hとされていた。なお同車の設計最高速度は340 km/h である。2007年からN700系が導入され、2010年3月13日ダイヤ改正以降すべての定期「のぞみ」が山陽区間でも300 km/h を出せるようになった。但し急カーブ上に位置する熱海駅と徳山駅の通過時には185km/h制限が設けられている。
  - 東海道新幹線で全列車を285 km/hで走らせるにあたり、100系は騒音基準をクリアできないため220 km/hでの運転に留まったことから、東海道新幹線では2003年までに置き換えられ、その多くが寿命よりも早く廃車となった。
- 旧日本国有鉄道（現在のJR各社）の在来線において、各路線の該当する線路種別ないし線路等級に基づく最高速度。
  - 線路種別が制定された戦前から戦後にかけては特別甲線（1級線）でも95 km/h であったが、151系・153系電車などの新性能電車が出揃った1958年（昭和33年）から東海道本線で特例を適用して110 km/h へ、さらに1968年（昭和43年、いわゆるヨンサントオ改正）から東北本線・高崎線・上越線・信越本線（宮内 - 新潟間）・北陸本線・山陽本線で120 km/h へと引き上げられた。
  - 120 km/h 線区・区間は1970年代以降、鹿児島本線・常磐線・総武本線（快速線開通時）・中央本線・函館本線・信越本線（高崎 - 長野間）・阪和線・大和路線などへと拡大した。いずれもこの時点では、120 km/h 運転が行われたのは特急形電車（185系を除く）と181系気動車による特急列車のみである。その後、立体交差の湖西線 (130 km/h) 、国鉄分割民営化後に開業した海峡線 (140 km/h) などでこれを上回る速度での走行が開始された。
  - 民営化以降、地平路線でも各地の主要幹線で、特急列車のみならず一部の普通列車（おもに快速列車）についても120 - 130 km/h 運転が行われるようになった。これは通勤形・近郊形電車や一般形気動車の飛躍的な性能向上（後述）に負うところが大きい。首都圏の一例としては、今や元々貨物線であった品鶴線でさえも、横須賀線や湘南新宿ライン、相模鉄道直通の列車が最高速度120 km/h で走る。
  - 2024年現在、特急列車以外で130 km/h 運転が行われる路線および列車は、東日本旅客鉄道（JR東日本）の常磐線（E531系電車）、東海旅客鉄道の中央本線[1]（315系[2]）、西日本旅客鉄道（JR西日本）の琵琶湖線・湖西線・JR京都線・JR神戸線（223系及び225系電車の新快速）、JR西日本・四国旅客鉄道（JR四国）の瀬戸大橋線・予讃線（5000系・223系5000番台の快速マリンライナー）などが挙げられる[3]。
  - 私鉄ほど細分化されていないが、電化・非電化の違いや、複線か単線かを始めとした線路規格、閉塞方式などの差に起因して区間ごとに最高速度が変わる路線もある（大糸線、室蘭本線、宗谷本線、山陰本線、日豊本線など多数）。東海道本線一つ取っても、現在はJR東日本の戸塚 - 小田原間および品鶴線区間とJR東海の豊橋 - 米原間が120 km/h、JR西日本の米原 - 神戸間が130 km/h、それ以外（垂井線、美濃赤坂線などの支線を除く）が110 km/h と区間によって異なってきている。
  - 国鉄・JRでは内部規程において各線区における列車別で異なる最高速度を設定しており、必ずしも全列車が線区最高速度で走行可能ではない。国鉄・JRでは各線区において列車を「高性能列車」と「その他の列車」の2種類、あるいは必要に応じて「高性能列車」のうちの「高性能優等列車」を加えた3種類の列車別で最高速度を設定する形を原則としており、「高性能優等列車」あるいは「高性能列車」は線区最高速度と同一だが、「その他の高性能列車」は線区最高速度と同一か若干遅い最高速度が設定され、「その他の列車」については上限を110km/hとして、東海道本線などごく少数の路線を除き線区最高速度より遅い最高速度が設定されている。ここでいう「高性能列車」とは、国鉄・JRにおいて気動車と、当初は電車については指定された新性能電車のみであったが、国鉄分割民営化の時点では車両の形式別最高速度が95km/h以下の電車を除いた新性能電車と定義されている[4]。「高性能優等列車」については、原則として高性能列車のみで組成された特急と、国鉄では定員制の急行を加え、現在の各JRでは更に非定員制の急行を加えるケースや、非定員制の急行は加えず定員制の非優等列車を加えるケースもあるなど定義が異なっている[5]。しかしいずれにせよ高性能列車以外の車両は優等列車であっても「高性能優等列車」に含まれない。このため客車列車による優等列車は、ほとんどの線区で「その他の列車」の最高速度が「その他の高性能列車」より10km/h以上遅い規定となっていることもあり、電車や気動車の非優等列車より最高速度が遅くなることが多い。もともと国鉄では列車別での最高速度を規定していなかったが、昭和30年代に気動車の速度向上を目的として気動車と気動車以外で各線路種別の最高速度が分けて規定され、後に新性能電車が気動車側に加わり「高性能列車」となった。「高性能優等列車」については、東海道本線から始まった最高速度110km/h化の特例の時点では車両形式と列車名で対象列車を指定する形式であったが、後にヨンサントオで各線区の最高速度を120km/h化するにあたって整理され、「高性能優等列車」という形に落ち着いた物である。
  - 国鉄によって計画され、第三セクター智頭急行によって開業された智頭線においても、「スーパーはくと」が130 km/hで運転されている。
- 以下は、私鉄各社が路線・区間・列車種別・使用車両ごとに届け出、認可を受けたうちの、路線ごとの最高速度。
  - 私鉄では戦後間もない1947年に近畿日本鉄道（大阪線・山田線）が、1949年に京阪神急行電鉄（神戸本線・京都本線）が110 km/h の運輸省認可を取得。まだ高性能車（国鉄呼称では新性能車）は登場しておらず、電車はすべて吊り掛け駆動、また多くが自動ブレーキの時代であった。以降阪神電気鉄道（阪神本線。1954年、高性能車登場時。ATS導入後は106 km/h）、名古屋鉄道（名古屋本線、1961年）、東武鉄道（伊勢崎線・日光線、1962年）、小田急電鉄（小田原線、1963年）が順次110 km/h運転を開始した。以上6社のうち頭から3社が標準軌、残りの3社が狭軌である。なお当時、阪急神戸本線と阪神本線は軌道法準拠で架線電圧も600 V であった。
  - 近鉄は1988年に私鉄で初めて120 km/h 運転を開始、現在は大阪線・志摩線などの一部区間で130 km/h 運転を行っている。その他では1990年以降、東武（日光線）、京浜急行電鉄（本線の一部、大半が通勤形電車）、名鉄（名古屋本線・常滑線・空港線。名古屋本線のみ通勤形電車を含む）、南海電気鉄道（空港線）が120 km/h、阪急電鉄（神戸本線・京都本線）が115 km/h へと最高速度を引き上げた。
  - 新規に開業した北越急行ほくほく線では、2002年から特急「はくたか」において最高160 km/h 運転が実施され、2010年からは京成電鉄成田空港線でも「スカイライナー」で大手私鉄で初めで160 km/h 運転が実施された。2015年現在まで160 km/h はJR在来線にも類例が無く（ただし北越急行は第三セクターでJR車両（681系・683系）が直通運転された）、新幹線以外の鉄道としては北越急行と京成の両社が国内で歴代最速となっている。北越急行の特急「はくたか」は2015年3月13日をもって廃止となり、160 km/h運転を行うのは京成電鉄のみとなった。また、これも第三セクターであるが、つくばエクスプレスは高規格の新線であり、路線の性格上、全車両が通勤形電車ながらも130 km/h 運転を行っている。
  - 2024年現在、大手私鉄では西武鉄道 (105 km/h) と相模鉄道 (100 km/h) と阪神電気鉄道(106 km/h)のみ営業最高速度が110 km/h 未満である。上記以外の京王電鉄（京王線、相模原線）、京阪電気鉄道（京阪本線）、西日本鉄道（天神大牟田線）はいずれも110 km/h となっているほか、東急電鉄は田園都市線に加えかつて高速運転のイメージから程遠かった東横線、あるいは準大手私鉄の山陽電気鉄道でも最高速度110 km/h 運転が行われている。ただし、東武や小田急などでも通勤形車両による列車は100 km/h に留まっており、有料特急の格付けを尊重して序列を付けた形となっている。また、京王（井の頭線）や阪急（宝塚本線）などは主要路線でも線形が主因となって運転速度に較差があり、経営的には費用対効果も無視できず、一概にどの会社が高速化に熱心であるとは言い切れない。

### 認可（最高）速度
前項の私鉄における営業最高速度と同義。

### 区間最高速度
私鉄の認可最高速度のうち、区間・駅間における最高速度。

### ダイヤ上の最高速度
実際のダイヤ（列車運行図表）作成において、運転曲線（ランカーブ）を引く過程で設定されている最高速度で走れるか否かは、運転曲線の引き方すなわち走り方による。たとえば5 km 程度の区間で1回だけ120 km/h まで上げて後は次駅まで惰行のみの走行（平坦や上り勾配の場合徐々に速度が下がる）と、110 km/h までしか出さなくても再力行を行い最高速度付近の速度を維持する走行（定速運転に近い走り方）とでは、運転時分に大差はなくなる。
上記に関連して、最高速度向上を時間短縮ではなく遅延回復余力（余裕時分）として用いる場合もある。

### その他
- 地平を走り道路との平面交差のある在来鉄道では非常停止距離を600 m 以内としなければならない（上述の600メートル条項）。在来鉄道のスピードアップはこのブレーキ性能に関する規定によって制約を受けるケースが多い。
  - 1968年に国鉄の在来線特急が初めて最高速度を120 km/h に引き上げた際にも、車両側ではブレーキ関係の強化改善が行われ、初速120 km/h からの非常減速度が4.0 km/h/s 以上とされている。
- 鉄道において制限速度とは、曲線、分岐器、下り勾配、徐行信号（標識状の黄丸）などによる速度制限箇所や、スピードシグナルの信号現示に対応する速度について用いる用語である。自動列車停止装置 (ATS) の照査速度を指す場合もある。
- 鉄道において規制速度とは、悪天候などによる速度規制の際に用いる用語である。
- 運転台のアナログ式速度計に、営業最高速度や信号現示による制限速度を赤色の目盛で表示している鉄道事業者もある。
- 複々線以上の路線のうちの緩行線で上述の自動列車制御装置 (ATC) を導入している場合は、概してその設定最高速度が線区最高速度よりも低い。例えば山手線は線区最高速度95 km/h に対して、ATCの上限は90 km/h、常磐線の電車も同130 km/h に対して、緩行線におけるATCの上限は90 km/hとなっている。他にも、営業最高速度に達すると自動的に加速を止めるスピードリミッターや、ブレーキがかかる過速度検知装置を採用している鉄道事業者もある。
- 地下鉄は、曲線が多く、また、建築限界が狭小なトンネル内の列車走行による風圧を考慮し、都市部で駅間が短く各駅停車が主体であることから、最も速い神戸市営地下鉄西神・山手線でも90 km/h である（東京メトロ東西線の地上区間は100 km/h）。地下鉄ではない山岳トンネルと同規格の地下線については各社の記事を参照。
- 第三軌条方式の鉄道路線では、近鉄けいはんな線の95 km/h が国内最速である。
- 路面電車は、軌道運転規則に基づいて道路との併用軌道区間では40 km/h とされている。専用軌道（新設軌道）においてはこの限りではない（阪堺電気軌道の50 km/h など）。また、路面電車の車両が鉄道線に乗り入れて、さらに高い速度で運転されるものもある（福井鉄道福武線65 km/h、広島電鉄宮島線62 km/h など）。
- モノレール、新交通システム、磁気浮上式鉄道については各路線の記事を参照のこと。

## 設計最高速度
車両の走行性能（おもに動力性能）の観点から、車両（車種）ごとに設定されている理論上の最高速度。鉄道車両における性能指標の一つである。多くの場合営業最高速度と同じかそれよりも高いが、高い場合は試運転や高速走行試験でのみ実際に記録することができる。

### 許容最高速度（最高許容速度）
動力源である内燃機関や電動機の最高回転数（許容回転数）と減速比・歯車比、動輪径によって決まる最高速度。動力源の最高回転数と動輪径に正比例し、減速比や歯車比に反比例する。
国鉄電車の場合はさらに15 %程度の余裕を差し引いて公称値としていた（例：国鉄485系電車は主電動機の最高回転数4320 rpm において190 km/h となるが、設計最高速度は160 km/h と公表されている。営業最高速度は海峡線における140 km/h）。実用面ではあまり意味がなく慣習的なものである。

### 定格速度
動力源である電動機の定格回転数で決まる列車速度である。

### 平坦線均衡速度
平坦線均衡速度とは、平坦（0 ‰勾配）上で力行（加速）を続けて達することのできる最高速度。車両重量当たりの動輪周引張力（牽引力）と、空気抵抗を含めた走行抵抗（列車抵抗）が均衡する速度、すなわち加速力が0となる速度である。実用面では許容最高速度よりも重視される。
電車や電気機関車といった電気車は、直流整流子電動機の時代には重量当たり出力をより大きく取るための大出力モーターの開発や車重の軽量化、定格速度を高く取る（定格速度が低くても弱め界磁制御を広範囲で行う）など様々な技術を駆使して高速性能を向上させていた。しかし1990年代以降は、VVVFインバータ制御の普及によって比較的容易に高速性能の向上が可能となり、全般的に平坦線や後述する上り勾配における均衡速度は著しく向上している。逆に在来車と共通運用するために出力を抑えるケースも現れている（JR貨物EF210形電気機関車など）。
新幹線ほどの高速になると、トンネル内と外（明かり区間）とで差が大きくなる。
気動車についても、1960年代にキハ181系などで高速化が試みられた後、1990年ごろから大出力エンジンを2基搭載し、直結段を複数設けて最終減速比を小さく取ることで電車並みに120 - 130 km/h の巡航速度を可能とした特急形車両が続出したほか、JR北海道キハ201系気動車のように一般形であっても電車と同等の走行性能を持たせ、電車と併結・総括制御を行う例も現れた。
出力の高い車両では許容最高速度を上回ることもある。逆に、出力が低かったり低速域重視に特化した車両では、許容最高速度や営業最高速度に達することができない例も過去には多かった。

### 実用最高速度
その他、先述のブレーキ性能や、脱線係数に係わる車体の重心高さ、台車の性能に起因する揺動特性、直進安定性などから設計最高速度が制約を受ける場合もある。これらの安全性を鑑みて「実用最高速度」が設定されることもある。

### 速度種別
旧国鉄（現在のJR各社）のダイヤ作成において、車両・編成（MT比）・積空・線区ごとに計測または計算された10 ‰上り勾配における均衡速度に基づき、運行される鉄道車両の速度の基準を記号で表したものが速度種別である。これについても近年は営業最高速度を上回る車両が多い。

### その他
- 運転台のアナログ式速度計のスケールがそのまま設計最高速度を表すとは限らない。多くの場合速度計のスケールの方が余裕をもって目盛られている。
- 運転最高速度（最高運転速度）と言った場合、基本的には営業最高速度を指すが、設計最高速度に関しても用いられる場合がある。
- また、新線建設に当たってはその路線について設計最高速度の用語が用いられることもある（道路の場合と同様の用法）。海峡線や京成成田空港線などは、最小曲線半径や分岐器の番数などに関して新幹線並みの規格で設計・建設されている。
- 車輪研削を考慮して、許容最高速度や定格速度は最小の動輪径（直径860 mm の車輪を2回研削した場合820 mm となる）を用いて算出されることが多い。
- 電気車の出力や速度特性は、架線など電源の電圧の変動によって高下する。特に私鉄電車には架線電圧10 % 減（直流1500 V の場合1350 V）という条件で主電動機の定格を設定しているケースが散見される。
- 動力装置を持たない客車や貨車の最高速度は、第一に走行装置の構造（二軸かボギーかなど）と空気ブレーキの方式・機能によって規定され、次いで牽引する機関車によって左右される。基本は国鉄の旧形客車が95 km/h、2段リンク式二軸貨車は75 km/h であり、以来速度向上が試みられて客車、ボギー貨車（JR貨物コキ100系貨車など）ともに110 km/h まで引き上げられている。
- 国内最速の貨物列車として、最高速度130 km/h で走行する「スーパーレールカーゴ」（JR貨物M250系電車使用）が挙げられる。

## 欧州の鉄道の最高速度

### イタリア
イタリアではETR400型（フレッチャロッサ・ミッレ）によって時速350 km運転へのテストが行われ、2016年2月にはイタリア国内最高速度記録となる時速393.8 kmを記録した。しかし、高速走行時に線路のバラスト（敷石）を巻き上げ反対方向を走る列車に当たり破損事故が発生。バラスト飛散防止剤の線路への塗布が必要となったが、技術面と経済面からコストに見合わないことから、2018年5月28日にイタリア交通省と鉄道安全機関ANSFはイタリア国内での時速350 km運転の無期限延期を発表した。

### フランス
フランスのLGVでは、複線間隔が広い東ヨーロッパ線で欧州最速の時速320 km運転が行われている。LGVは最初に開業した区間では複線間隔が4.2 mで、高速化に対応するため北線では4.5 m、地中海線以降は4.8 mと間隔が広げられたが、既存路線を高速化するには複線間隔の拡大や線形改良などが必要で金銭面などから非現実的といわれている。

### ドイツ
ドイツではケルン－フランクフルト間など最高時速300 kmで運転できる区間は少ない。ドイツでは各地方に都市が点在しているため高速化の必要性に乏しく、高速列車の多くは300 km運転ができる区間においても最高速度250 kmまでで運行されている。